# Circolo Nautico Posillipo
A Circolo Nautico Posillipo vagy ismertebb nevén Posillipo Napoli az egyik legnagyobb és legsikeresebb olasz vízilabdaklub, melynek székhelye Nápoly városában található. Jelenleg a Serie A1-ben szerepel, ami az olasz első osztálynak felel meg.
A klubot 1925-ben alapították, színei színei a fehér, piros és zöld. A Piscina Felice Scandone nevezetű uszodában játsszák az otthoni meccseiket.
Az olasz bajnokságot 11 (1985, 1986, 1988, 1989, 1993, 1994, 1995, 1996, 2000, 2001, 2004), a bajnokok ligáját 3 (1997, 1998, 2005), az olasz kupát pedig 1 alkalommal (1988) nyerte meg.

## Sikerei

### Hazai
- Serie A1
  - 1. hely (11): (1985, 1986, 1988, 1989, 1993, 1994, 1995, 1996, 2000, 2001, 2004)
  - 2. hely (10): (1984, 1987, 1997, 1998, 1999, 2002, 2005, 2006, 2007, 2009)
  - 3. hely (6): (1983, 1990, 2008, 2011)
- Coppa Italia
  - 1. hely (1): (1988)

### Nemzetközi
- LEN-bajnokok ligája
  - 1. hely (3): (1997, 1998, 2005)
- LEN-kupagyőztesek Európa-kupája
  - 1. hely (2): (1988, 2003)
- LEN-szuperkupa
  - 1. hely (1): (2005)
  - 2. hely (1): (1988)

## Játékoskeret
| - Tommaso Negri - Gianluca Cappuccio - Bruno Antonino - Zeno Bertoli - Fabrizio Buonocore - Nicola Ferrone - Marc Minguell - Amaurys Pérez - Andrea Scalzone - Vincenzo Renzuto | - Simone Rossi - Luigi Elmo - Vjekoslav Pasković - Giuliano Mattiello - Paride Saccoia - Valentino Gallo - Emanuel Di Stasio - Lorenzo Briganti - Alessandro Calcaterra - Fabio Baraldi |

## Külső hivatkozások
- hivatalos honlap